# Guaricia guagoensis
Guaricia guagoensis is een hooiwagen uit de familie Cosmetidae.